# Atta

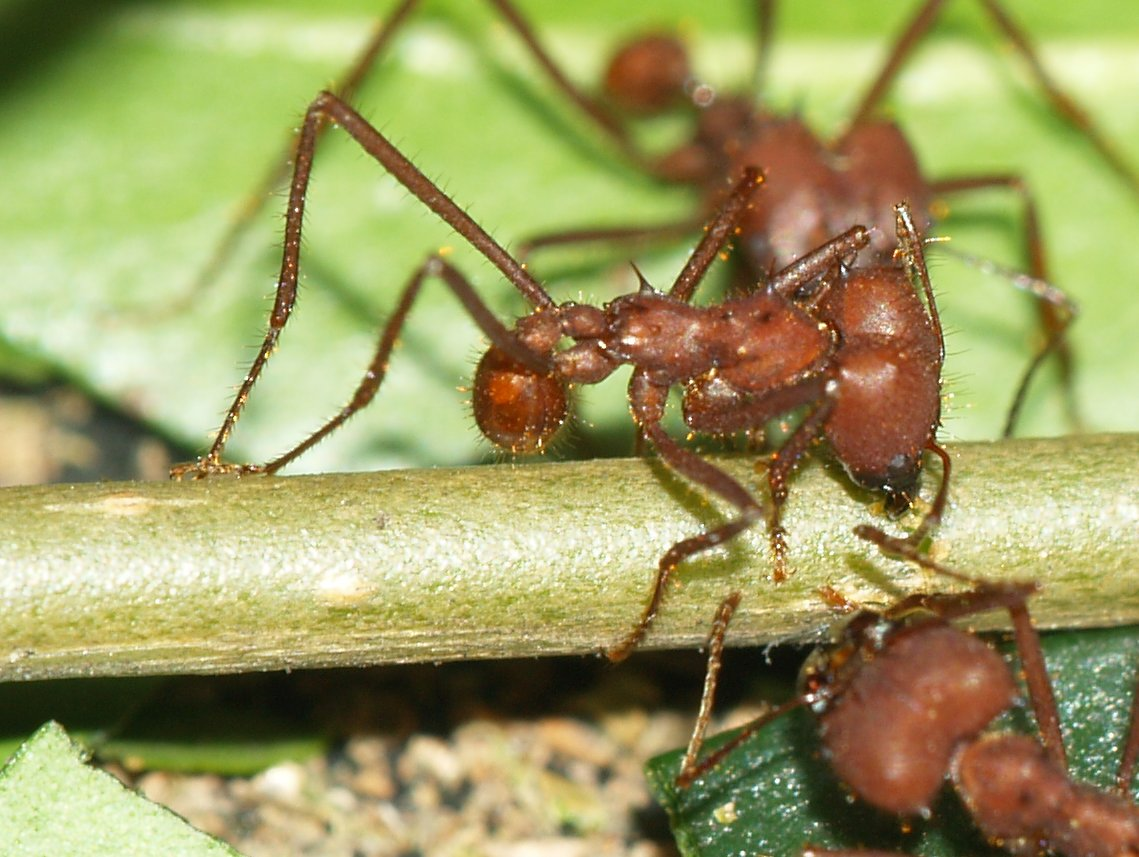
A. cephalotes trabajando.

Atta es un género de hormigas americanas de la subfamilia de los mirmicinos. Junto con Acromyrmex conforman las atinas (Attini) cortadoras de hojas. Atta es uno de los géneros más espectaculares de las atinas, con colonias que pueden exceder el millón de individuos. Son hormigas grandes, con reinas que pueden alcanzar, sin incluir sus alas, unos 2,5 cm de longitud. Pertenecen a este género cuarenta y una especies que están distribuidas por América, desde cabo de Hornos hasta el norte de México y sur de los Estados Unidos, donde existen dos especies.

## Nombres comunes

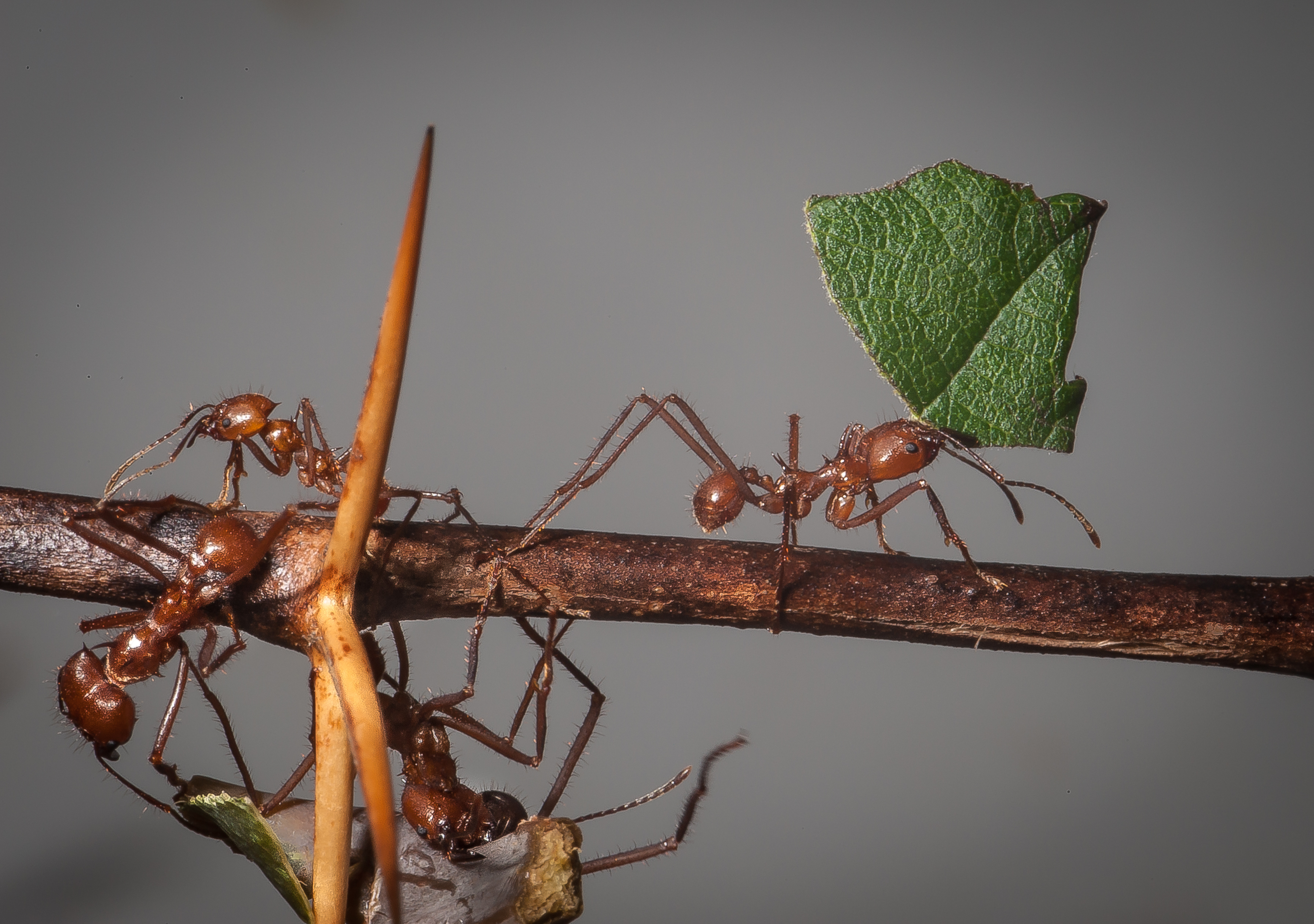
Atta cephalotes

En Colombia y Panamá las hormigas de este género son conocidas como hormiga arriera u hormiga cortadora y, como especialidad culinaria, la reina de A. laevigata es conocida como hormiga culona, hormiga panzona u hormiga santandereana. También en México se comen las reinas de estas hormigas, de las especies A. cephalotes y A. mexicana. En México las reinas y obreras reciben también nombres variados, como: arriera, hormiga campestre, hormiga de San Juan, cuatalata, chancharra, chicatana, chicantana, chícatera, tzicatera, shícatera, jibijoa, mochomo, monchona, parasol, quiss, nacasma, nokú, nucú, tepeoani, zompopo, tzim-tzim, tzín-tzín, tzitzin. La palabra chicatana, y sus derivados, proviene de la palabra del idioma náhuatl, tzicatl (zhijkatl) de tzi-ntli que se traduce como trasero, y azkatl que se traduciría como hormiga. El porqué de tantos nombres se debe a los numerosos idiomas mexicanos, más de 68.
En la selva peruana son conocidas con el nombre de curuhuinsi las obreras o cortadoras y mamaco a los machos alados. En Costa Rica son conocidas como zompopas. En Honduras, Nicaragua, Guatemala, al igual que en Chiapas, estado sureño mexicano, se le llama zompopo, chicatana, nocú, y a su nido se le llama zompopera. En El Salvador se les conoce como zompopos de mayo, pues acostumbran salir en esas fechas. En Cuba existe la especie A. insularis que es llamada bibijagua. Este género es denominado hormiga cortadora de hojas o arriera en Ecuador, y bachaco en Venezuela. También existe en la zona oriental de Bolivia, en los departamentos  de Santa Cruz, Beni, Pando, Cochabamba, donde se lo conoce como cepe o cepe-culón y en el norte de  La Paz se lo conoce como  tujo. En Brasil se conoce con los nombres de saúva, tanajura, tanajura-manteiga, al macho le llaman bitu. En Paraguay se conoce como ysaú, en otros lugares se le llama también hormiga arriera de las palmas y hormiga voladora. En Belice se nombran wee wees. En inglés se conocen como leaf cutter ants y town ants.

## Nidos
Las Atta son buenas excavadoras. Sus hormigueros son muy grandes y pueden extenderse a más de 80 metros cuadrados, y hasta una profundidad de más de 5 metros. La entrada principal puede tener hasta nueve cm de ancho (Wheat 1981). Los nidos son perennes, pueden durar más de 30 años (Zayas 1982).[cita requerida]

## Castas

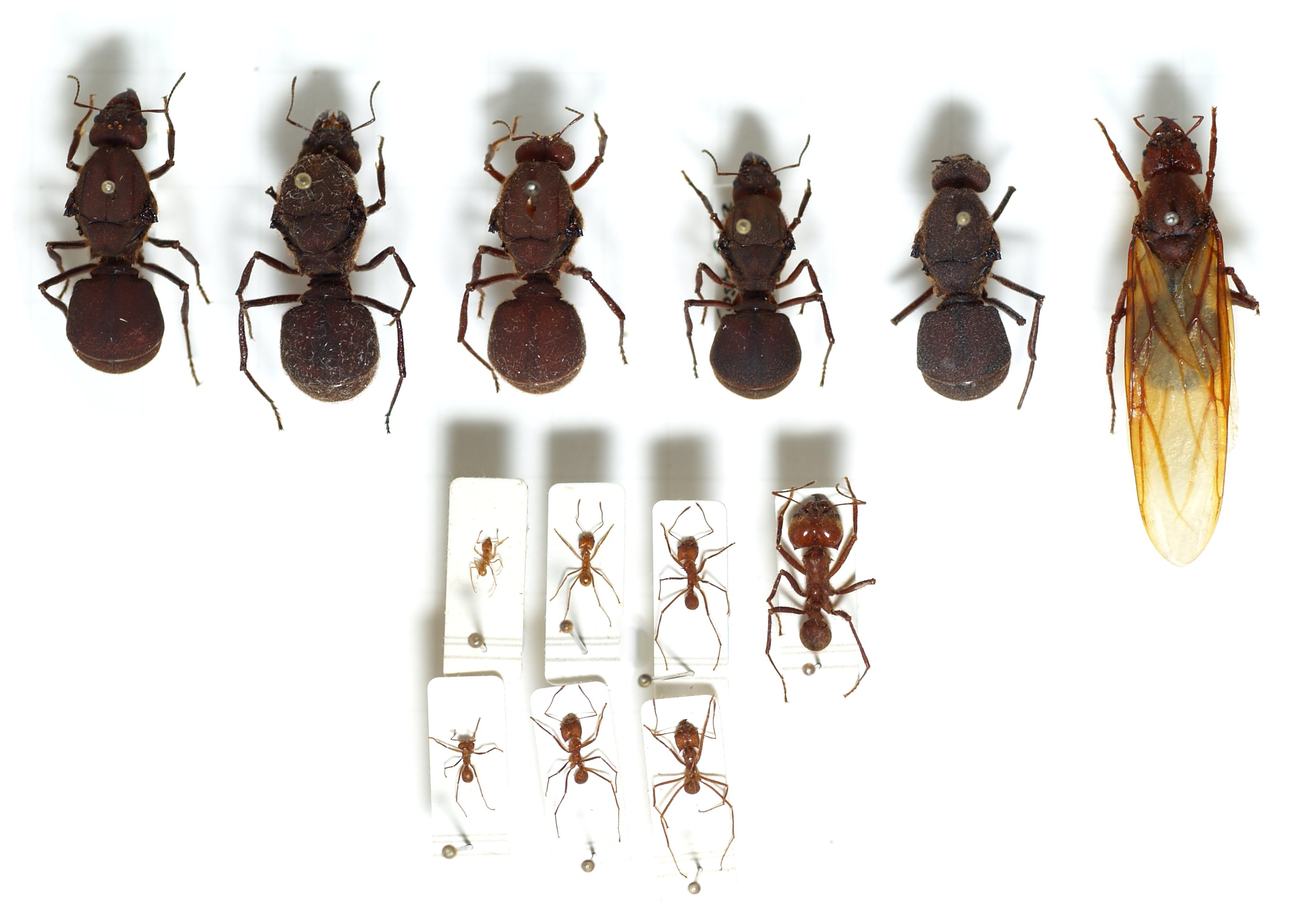
A. cephalotes, castas

Como es usual en las hormigas, las Atta están divididas en dos grupos: las hormigas fértiles y aladas (machos y reinas) y las castas de no reproductoras. Los machos y reinas se aparean en el llamado vuelo nupcial, donde la reina resulta fertilizada y puede originar una nueva colonia por sí sola, de la que será mientras viva la única madre.

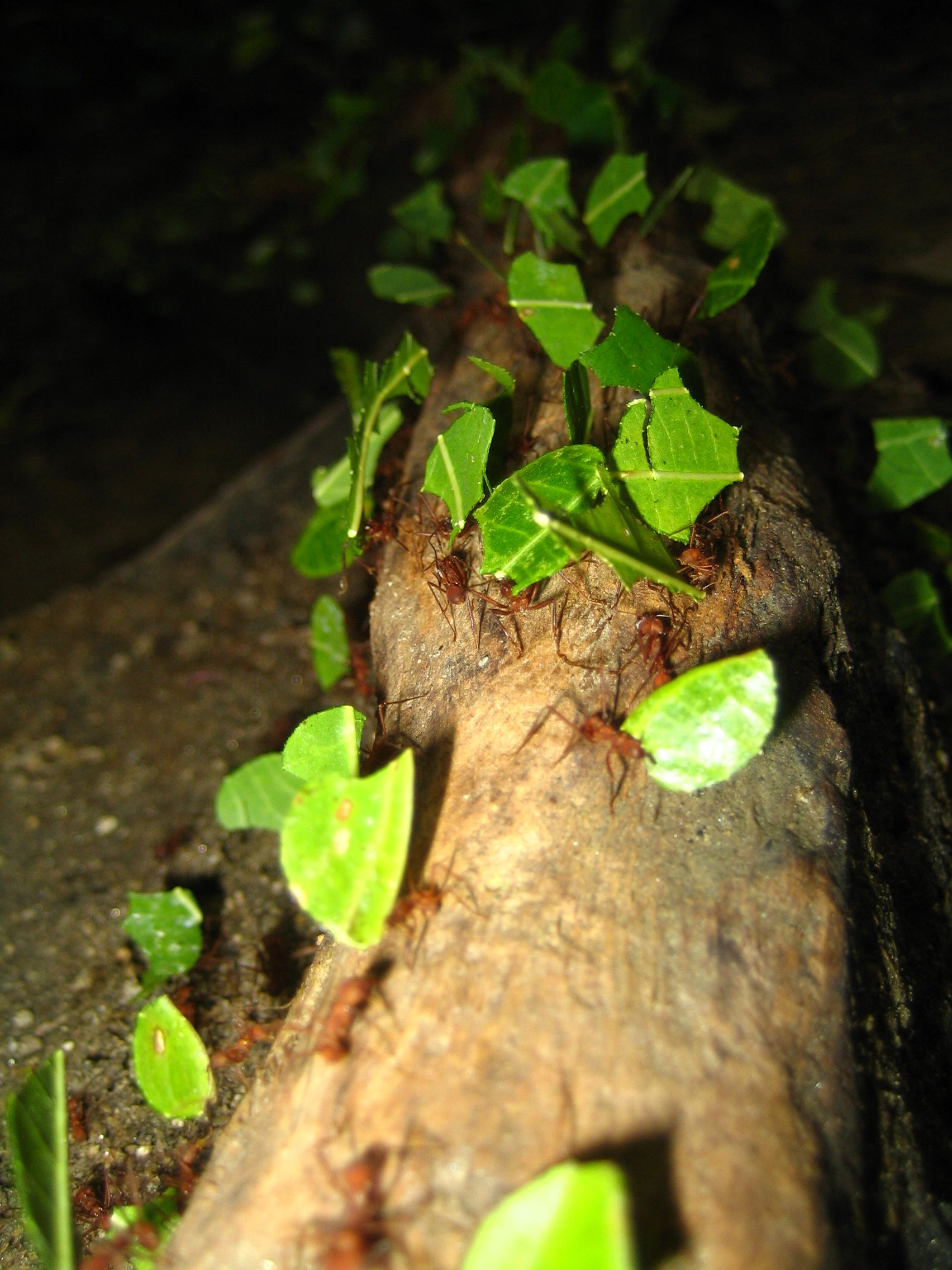
Hormigas cortadoras en caravana.

Las no reproductoras presentan un gran nivel de polimorfismo con cuatro castas: las mínimas o jardineras, las menores, las medias y las mayores o cabezonas o soldados. Entre todas se encargan del corte de hojas, su acarreo, su masticación, el cultivo de hongos alimenticios, el aseo del nido, el cuidado de la reina y de la cría (huevos, larvas y ninfas) y la protección de la colonia. Un ejemplo de comportamiento complejo es el de la casta de jardineras (las más pequeñas) en la especie Atta cephalotes. Estas cuando son jóvenes se dedican al cultivo de hongos. Pero al madurar cambian de tarea, y se hacen llevar sobre los trozos de hojas que las hormigas acarreadoras portan. Su tarea es evitarles que sean atacadas por moscas parásitas (de la familia Phoridae), que parasitan a la casta de acarreadoras cuando éstas están imposibilitadas de defenderse. Este gran número de castas, con alta diferenciación morfológica, especialización funcional y relaciones complejas, sugieren un elevado avance evolutivo.

## Vuelo nupcial
El vuelo nupcial de las Atta se da generalmente al comienzo de la época de las lluvias. Salen de sus nidos o colonias cuando termina de llover y en el crepúsculo, o en otras especies como Atta mexicana y Atta texana, justo antes del amanecer. Es entonces cuando son recolectadas las reinas para su uso culinario. Como la caída de las primeras lluvias suele ocurrir en el mes de mayo, las reinas y los machos son llamados en ciertos lugares - en Honduras, Guatemala y El Salvador por ejemplo - zompopos de mayo.
Atrapar a las reproductoras para comerlas asadas o combinadas con otros ingredientes, no resulta difícil, especialmente en el campo donde pueden aparecer por millares en una zompopera, pues por lo general son dóciles. Además se dice que son hembras las hormigas resultantes y las que se usan como platillos favoritos. Los machos solo fecundan a la hembra, después de eso su destino es la inminente muerte, una vez terminado el proceso de cortejo, la hembra busca enterrarse en la tierra con la finalidad de depositar sus huevecillos y generar una nueva colonia.

## Enemigos naturales
Además de las moscas parásitas (de la familia Phoridae), otras moscas asociadas son Puliciphora borinquensis y la mosquita Pholaomyia leucogastria Loew (familia Milichidae). Cuando salen en vuelo nupcial las reinas y machos son depredados por aves y murciélagos. El nido ya establecido con varios millones de hormigas enfrenta muy pocos peligros, salvo las inundaciones o el daño humano, y hormigas depredadoras especializadas del género.

## Alimentación
Al igual que Acromyrmex, Atta se alimenta mayormente de un hongo específico que cultivan en un medio de tejidos de hojas masticadas, humedecido con saliva y gotitas fecales. Datos moleculares y observación de fructificaciones confirman que el hongo cultivado por las especies de Atta es el micelio vegetativo de un basidiomiceto, Leucocoprinus gonglylophorus de la familia Agaricaceae (antes Lepiotaceae), erróneamente identificado como Attamyces bromatificus Kreisel (Mycelia esterilia). Los cultivos parecen esponjas, se hacen en jardines subterráneos que a veces pueden ser enormes, pudiendo alcanzar un metro de largo por 36 cm de ancho. El micelio del hongo forma unas células o hifas hinchadas llamados gongilidios, con reservas alimenticias que las hormigas ingieren. El hongo cultivado es completamente dependiente de los cuidados de la hormiga, que lo mantiene puro. En ausencia de la hormiga los cultivos serían invadidos por otros hongos. El hongo específico es el alimento de todos los miembros de la colonia, pero es el único alimento de la reina, de las larvas y otros miembros de la colonia que permanecen en el nido. Se trata de un mutualismo obligado para hongo y hormigas. Las obreras que cortan hojas, además, ingieren savia de las plantas mientras cortan sus segmentos.

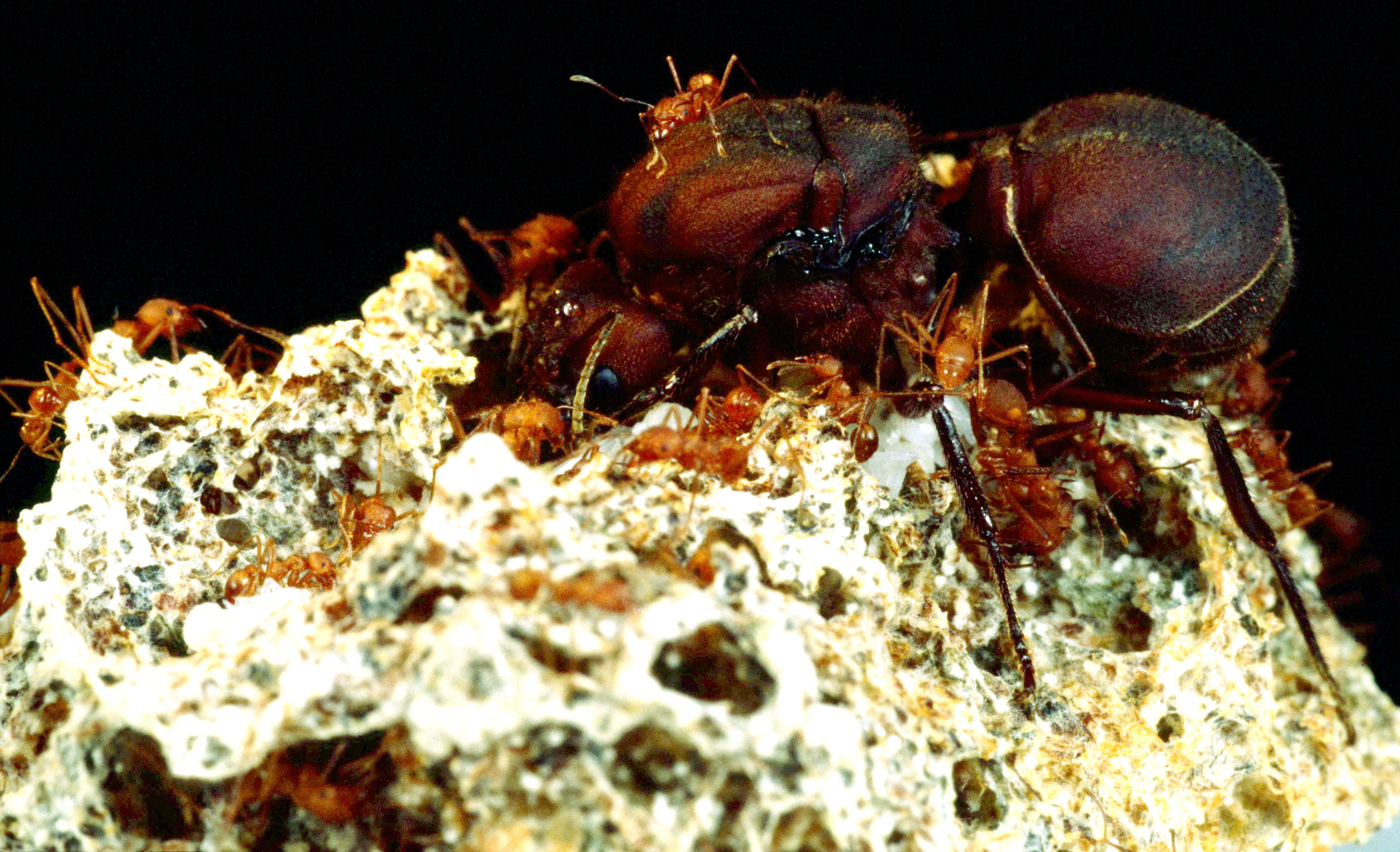
Reina madre de A. columbica.

La hembra alada, antes de emprender su vuelo nupcial, lleva consigo un pequeño segmento de hongo en su saco infrabucal. La hembra ya fecundada y desprendida de sus alas, cuando encuentra un refugio apropiado, regurgita una bolita del hongo y la empapa con gotitas fecales y agrega huevos grandes estériles (de alimentación) aplastados para comenzar el cultivo del primer jardín de su incipiente hormiguero.
Las Atta suelen evitar buscar alimento a pleno sol, prefieren hacerlo de noche o en días nublados. Las cortadoras suben en masa a los árboles y sobre las hojas hincan sus mandíbulas y girando sobre sí, cortan secciones curvas muy características que delatan su trabajo. Las columnas de acarreadoras pueden verse en horas de poco sol o en la noche, con grandes trozos de hojas (en proporción a sus cuerpos) levantados en alto a modo de sombrillas. Pueden atacar numerosísimas plantas y en casos extremos no desprecian cortar pedazos de papel o tela para llevar a sus nidos. Estas especies han evolucionado para cambiar constantemente la planta forrajeada, aparentemente previniendo el despojo total de hojas y la muerte de árboles, así evitan un efecto ecológico negativo teniendo en cuenta su elevado número de individuos. Sin embargo, esto no disminuye la gigantesca cantidad de follaje que cosechan, se estima que en América del Sur son responsables de la descomposición del 20 % de las hojas.[cita requerida]

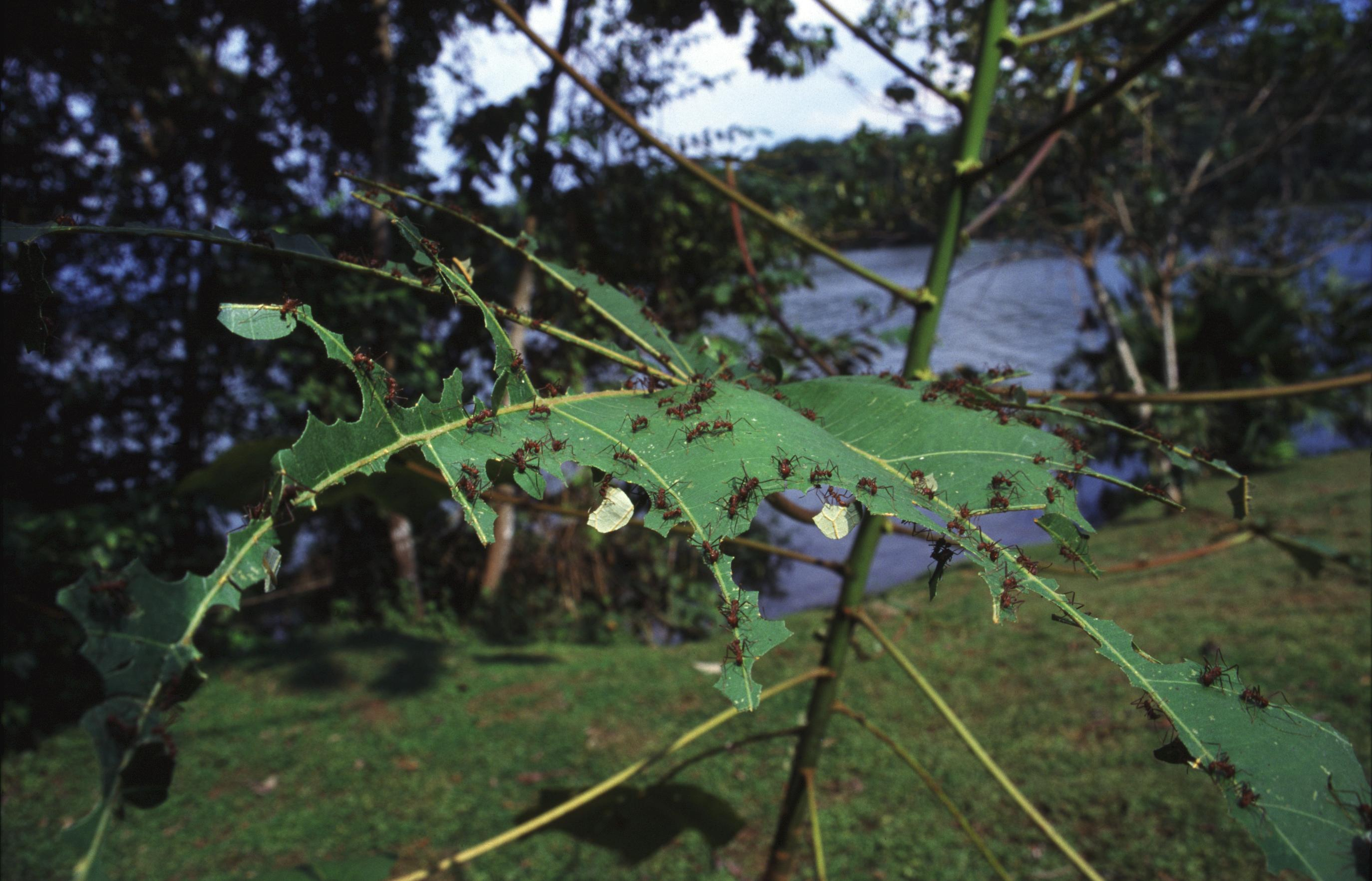
Obreras de Atta columbica cortando todas las hojas de un árbol joven.

## Plaga de cultivos
Teniendo en cuenta lo anterior, el género es considerado una de las mayores plagas en los cultivos en áreas donde la actividad de sus nidos coincide con plantaciones agrícolas o de jardines. Pueden causar mucho daño en poco tiempo, consumiendo todas las plántulas de un semillero. Cuando prefieren una planta, arbusto o árbol, pueden dejarla sin hojas en una noche. 

## Control
En Cuba se usa la cepa LBB-1 de Beauveria bassiana para su control biológico. Se depositan 10 o 15 g del concentrado por cada hoyo de hormiguero. Las esporas germinan sobre el cuerpo del insecto e invade su interior hasta causarle la muerte.
Para ahuyentarlas también se usan la flor de muerto (Tagetes) y el vetiver, cuyas raíces contienen principios repelentes.

## Usos culinarios
Diferentes especies de Atta (sobre todo Atta cephalotes, Atta laevigata y Atta mexicana) se consumen en varios países de Latinoamérica, especialmente entre algunos pueblos indígenas de América, quienes las consideran un manjar. Sin embargo, su consumo es a nivel local, puesto que no se cultivan ni comercializan a gran escala. Tradicionalmente se recogen en cubetas durante unas pocas semanas al inicio de la estación lluviosa (mayo-junio en el hemisferio norte y noviembre en el hemisferio sur). En general se les quitan las alas y las patas y se tuestan, aunque cada región tiene sus formas particulares de cocinarla:

### Bolivia
En Bolivia, las primeras lluvias se producen a principios de noviembre, casi coincidiendo con la festividad de Día de Todos los Santos (1 de noviembre). Al norte de la capital boliviana, La Paz, en la provincia Larecaja, es tradición atrapar los tujos durante el vuelo nupcial, para luego asarlos y servirlos combinando con los alimentos tradicionales del lugar: arroz, plátano, yuca.

### Brasil
En algunas regiones de Brasil, cuando llega la temporada de lluvias en noviembre, se salen a recoger tanajuras, las cuales solo se recolectan por apenas unas semanas, cuando realizan el vuelo para aparearse. Con la hormiga tanajura, también llamada içá, se realiza harina de tanajura, que es densa y tiene un sabor similar a la nuez. También se fríen en aceite o manteca, o se saltea con ajo y harina de yuca.

### Colombia
Las reinas de algunas especies del género Atta (especialmente Atta laevigata) constituyen una especialidad culinaria en la región de Santander (Colombia), donde les llaman hormigas culonas. Han sido comidas durante siglos por miembros de culturas precolombinas como los guanes (etnia chibcha). Son recolectadas durante unas nueve semanas cada año, en la temporada lluviosa, que es cuando salen en vuelo nupcial. En Colombia, solo se consumen las hembras, los machos se deshechan. 
Los principales centros de recolección son en los municipios de Barichara, Curití, Guane, San Gil y Villanueva. La colecta de hormigas culonas resulta una fuente temporal de ingresos para los campesinos y habitantes del área. Sin embargo, este recurso parece estar siendo sobreexplotado, lo que causa preocupación sobre su estado de conservación.
Este alimento es usado tradicionalmente como regalo de bodas, por la creencia de que estas hormigas son un manjar afrodisíaco.

### Guatemala
En Guatemala se los llama zompopos de mayo (Atta cephalotes; del mayense zonm, «hormiga» y popo, «grande»), aunque usualmente se los encuentra de abril a junio. Por el cambio climático, cada año salen al vuelo un poco más tarde, pudiendo no llegar a salir hasta junio-julio. En esta época, salen de sus nidos, según la tradición oral «para visitar a Dios». Se tuestan en un comal y se consumen típicamente con mantequilla y sal, a veces limón, o bien en tortillas con guacamole.

### México
Las hormigas chicatanas se recolectan en diversos lugares del centro y sur de México con las primeras lluvias de la temporada. Son ampliamente conocidas en los estados de: Veracruz, Oaxaca, Chiapas, Guerrero, Guanajuato, Puebla, Morelos y Edomex.
Una forma de consumirlas es como botana, con lo cual únicamente se fríen en aceite o se tuestan en un comal, usualmente con sal, limón y salsa picante y tradicionalmente acompañando el pox. O también fritas en taco. En las áreas mayas las chicanas se guisan en chilmole.
Es típico de la tradición mixteca elaborar la salsa de hormigas chicatanas, con chile, cebolla, ajo, y por supuesto, hormiga chicatana. Con esta salsa se bañan carnes asadas o bien se untan en tortilla con queso. Los zoques de Jamiltepec, Oaxaca, también hacen una salsa de chicatanas con chile de árbol, en Pinotepa Nacional con chiles costeños, y en la Mixteca poblana, con chiles guajillos y costeños. En Veracruz se incluyen en un pipián llamado tlatonile.

### Venezuela
Una de las especialidades de los Estados Amazonas y Bolívar (Región Guayana) es la Catara, una salsa picante preparada por las etnias indígenas de la región, en especial por los Piaroa y Panare, y que incluso ha trascendido a nivel internacional como un conocido producto regional.
La catara es el zumo cocido de la yuca dulce (la amarga no se suele usar por ser veneno), la cual es exprimida en sebucanes hechos a base de hoja de palma, también se le llama yare, una vez obtenido el jugo, es mezclado con el resto de los ingredientes, a saber: cebollino, ajoporro, apio de España, sal y bachaco culón (Atta laevigata).
La textura de este picante es granulada y se le atribuyen cualidades afrodisíacas. La sensación de picor la produce el veneno que usa el bachaco para defenderse.
La catara típica propia de los indígenas amazónicos venezolanos, se elabora a base de bachacos culones o bachacos reina, mezclados con zumo de yuca dulce o yare, como también se le conoce sin ningún otro ingrediente. Dependiendo de la etnia que lo produce, también se le suele agregar ají picante tipo tornillito o tipo cerecita, en algunos casos ají chirelito o chirel.
Es un reto al paladar para quien visita el Amazonas. En los últimos años su consumo en Venezuela se ha popularizado un poco, por lo que es muy probable que si se visita otra región del país pueda conseguirse a la venta o en restaurantes. Se cuenta que Simón Bolívar acostumbraba a almorzar con esta salsa picante. Normalmente se sirve por separado en los platos de comida de estas zonas, junto con el Mañoco (Harina de yuca amarga) y la Harina de Caribe (Afrodisiaco hecho de piraña seca y molida).
Otro plato típico son los 'culos de bachaco' fritos. Para este se usan hormigas voladoras del género Atta a las cuales se les remueve el abdomen, mismo que luego se aderezará y freirá en abundante aceite. La botana posee una consistencia crocante y un sabor que recuerda ligeramente al maní tostado.

## Mitología
- Según leyendas indígenas mexicanas, la serpiente coralillo es llamada tzincanantla «la madre de las hormigas», ya que suele moverse por las galerías interiores de los hormigueros.[15]